# Bootshandel-Magazin
Das Bootshandel-Magazin erschien monatlich als eigenständiges Magazin und war eine im gesamten deutschsprachigen Raum verbreitete Fachzeitschrift für Segler und Motorbootfahrer, die 1998 in Berlin gegründet wurde. Die letzte Ausgabe in dieser Form erschien am 27. Juli 2016. Seit 1. August 2016 wurde Bootshandel von der MuP Verlag GmbH übernommen und erscheint zusammengeführt mit dem MuP-Fachmagazin SKIPPER als SKIPPER-Bootshandel. Vertrieben wird das Magazin sowohl am Kiosk bundesweit in allen Regionen Deutschlands sowie ausgewählten europäischen Wassersportrevieren als auch im Abonnement.

## Inhalt
Ursprünglich als Offertenblatt konzipiert, hat sich das Bootshandel-Magazin seit 2004 durch eigene Bootstests, den kontinuierlichen Ausbau der Fach-Berichterstattung und eine optisch ansprechende Gestaltung der Art Directorin Beate Autering zur größten deutschsprachigen Zeitschrift entwickelt, die sowohl Motorbootfahrer als auch Segler anspricht.
Monatlich erscheinend, fanden sich als ständige Rubriken meist vier Tests aktueller Motorboote und Segelyachten von 18 bis 45 Fuß Länge, Jollen oder Schlauchboote, dazu Porträts interessanter Boote, Praxistipps für Bootseigner, Kaufberatung durch Boots-Sachverständige und eine umfangreiche Berichterstattung über neue Produkte. Besonderes Augenmerk galt klassischen Segel- und Motorbooten. Bis heute sind rund 400 Bootstests, weit überwiegend mit eigener Fotografie, erschienen.
Monatlich wechselnde Schwerpunktthemen widmeten sich mit einem breiten Themenspektrum von Grünen Booten (alternative Sportbootantriebe) über maritime Events wie Segelwochen (z. B. Kieler Woche) und Bootsmessen (z. B. Hanseboot Hamburg) bis zu Mann über Bord – Was kann Frau tun?. Umfangreich bebilderte Do-it-yourself-Workshops wurden seit 2010 durch ausführliche Produktvergleiche ergänzt.
Daneben bot das Bootshandel-Magazin eine der umfangreichsten Gebrauchtboot-Plattformen für private Foto-Kleinanzeigen in gedruckter Form im deutschsprachigen Raum. Dieser Service wird im Magazin SKIPPER Bootshandel fortgeführt.

## Weitere Aktivitäten
Die Portal-Website bootshandel-magazin.de wurde im Zuge der Zusammenführung beider Magazinmarken zum 1. August 2016 mit skipper-online.de vernetzt.
Deutschlands mit weitem Abstand größter Hallen-Gebrauchtbootmarkt mit zeitweilig bis fast 200 Booten wurde von 2003 bis 2011 durch das Bootshandel-Magazin organisiert und im Rahmen der Bootsmesse Boot und Fun Berlin jedes Jahr im November auf dem Messegelände Berlin durchgeführt. Im Sommer 2010 wurde analog dazu erstmals ein Inwater-Gebrauchtbootmarkt in Brandenburg an der Havel realisiert, im April 2011 folgte die Premiere eines Maritimen Teile-Markts in Berlin. Seit 2013 wurde ein Gebrauchtbootmarkt für die Bootsmesse Beach & Boat der Messe Leipzig durchgeführt.
Die von 2007 bis 2011 mehrmals pro Jahr erscheinende redaktionelle Sonderseite Berlin am Wasser in der Samstagsausgabe des Tagesspiegels wurde von der Redaktion des Bootshandel-Magazins erstellt.
Von 2009 bis 2011 gab es die Bootshandel-Magazin-Bühne auf Bootsmessen in Hamburg und Berlin mit praxisorientierten Vorträgen für Bootseigner, potenzielle Bootskäufer und Wassersportler.
Bis zur Einstellung als eigenständiger Titel stellte das Bootshandel-Magazin als einziges deutsches Bootsmagazin einen der Juroren für den internationalen Best of Boats Award, der erstmals im November 2014 in Berlin verliehenen Auszeichnung für Motorbootneuheiten aus Nutzersicht, bei der Bootsjournalisten aus 15 Nationen (Stand November 2016) nach tatsächlich durchgeführten Tests die ihrer Ansicht nach besten Motorboote in Kategorien wie Best for Beginners, Best for Family, Best for Fun und Best for Nature bewertet werden.
Seit der Zusammenführung der beiden Magazine Bootshandel-Magazin und SKIPPER erscheinen diese als SKIPPER-Bootshandel im Zeitschriftenhandel und sind nach der Zusammenführung auch unter diesem Namen auf Messen präsent.

## Geschichte
Seit dem Frühjahr 2007 gehörte das Bootshandel-Magazin als Tochter der Berliner Tageszeitung Der Tagesspiegel zur Verlagsgruppe Georg von Holtzbrinck, von 1. Juni 2009 an zur Dieter von Holtzbrinck Medien GmbH (DvH Medien). Seit dem Frühjahr 2014 bis Juli 2016 erschien das Bootshandel-Magazin im Verlag Der Tagesspiegel GmbH. Mit der Verkauf der Titelrechte zum 1. August 2016 existiert das Bootshandel-Magazin als eigenständiger Zeitschriftentitel nicht mehr.
Seinen Redaktions- und Verlagssitz hatte das Bootshandel-Magazin von 2009 bis 2016 am Askanischen Platz im Berliner Bezirk Kreuzberg im Verlagshaus des Tagesspiegels. Von 1998 bis 2009 war der Firmensitz nahe der Spree im Bezirk Treptow.
Seit 1. August 2016 wurde Bootshandel von der MuP Verlag GmbH übernommen, bei dem seit 2013 auch das Magazin SKIPPER erscheint. Aus Bootshandel und SKIPPER wurde das Magazin für Segel- und Motorboote SKIPPER Bootshandel.

## Mitarbeiter
Gründungs-Chefredakteur und Entwickler des Bootshandel-Magazins ist der Berliner Journalist Stefan Gerhard. Ständige redaktionelle Mitarbeiter waren unter anderem der langjährige DHJV-Obmann für klassische H-Jollen Michael Krieg (Segeltests), Uwe G. Meiling (Motorboote), die letzte Chefredakteurin Kerstin Zillmer und Arek Rejs (Korrespondent international).
Autoren für das Bootshandel-Magazins waren unter anderem America’s-Cup-Teilnehmer Jan Schoepe (Segeln), Zeit-Autorin Cornelia Gerlach (Reportagen und Porträts), die mare-Mitgründerin Zora del Buono und die Segeltrimm-Legende Peter Schweer.
Seit der Übernahme von Bootshandel am 1. August 2016 arbeitet eine Anzeigenverkäuferin aus dem Berliner MuP-Büro zusammen mit der SKIPPER-Redaktion an SKIPPER Bootshandel. Alle bisherigen ständigen redaktionellen Mitarbeiterinnen und Mitarbeiter, Bootstester sowie die Art Direction haben das Bootshandel-Magazin im Sommer 2016 verlassen, um das im November 2016 gelaunchte Online-Magazin float zu gründen.